# Korna (Schöneck)
Korna ist ein Gemeindeteil des Ortsteils Arnoldsgrün der Stadt Schöneck/Vogtl. im Vogtlandkreis (Freistaat Sachsen). Er wurde am 1. Mai 1936 nach Arnoldsgrün eingemeindet und kam mit diesem am 1. Januar 1996 zur Stadt Schöneck/Vogtl.

## Geografie

### Lage
Korna liegt im Zentrum des sächsischen Teils des historischen Vogtlands nordwestlich der Stadt Schöneck/Vogtl. Bezüglich des Naturraums liegt der Ort am Übergang vom Vogtland zum Westerzgebirge. Der Ort liegt im Quellgebiet des Görnitzbachs, einem Zufluss der Weißen Elster.
Korna liegt im Naturpark Erzgebirge/Vogtland.

### Nachbarorte
| Kottengrün  | Werda                                       |                 |
|             | Kompassrose, die auf Nachbargemeinden zeigt |                 |
| Arnoldsgrün | Schilbach                                   | Schöneck/Vogtl. |

## Geschichte
Bereits im Jahr 1224 wurde ein „Cunradus de Cornowe“ genannt. Im 18. Jahrhundert setzte sich die heutige Schreibweise „Korna“ neben „Kornau“ durch. Die Grundherrschaft über den Ort lag beim Rittergut Schilbach. Korna gehörte um 1561 zunächst zum Amt Plauen, nach 1764 bis 1856 zum kursächsischen bzw. königlich-sächsischen Amt Voigtsberg. Nach 1856 gehörte der Ort zum Gerichtsamt Schöneck und ab 1875 zur Amtshauptmannschaft Oelsnitz. Um 1890 zählte Korna 86 Einwohner.
Am 1. Mai 1936 erfolgte die Eingemeindung von Korna nach Arnoldsgrün. Durch die zweite Kreisreform in der DDR kam Korna als Ortsteil der Gemeinde Arnoldsgrün im Jahr 1952 zum Kreis Oelsnitz im Bezirk Chemnitz (1953 in Bezirk Karl-Marx-Stadt umbenannt), der 1990 als sächsischer Landkreis Oelsnitz fortgeführt wurde und 1996 im Vogtlandkreis aufging. Durch die Eingemeindung von Arnoldsgrün nach Schöneck/Vogtl. wurde Korna am 1. Mai 1996 ein Gemeindeteil des Schönecker Ortsteils Arnoldsgrün.